# Nena
Nena (настоящее имя — Габриэ́ле Зуза́нне Ке́рнер, нем. Gabriele Susanne Kerner; род. 24 марта 1960, Хаген, Арнсберг, Северный Рейн-Вестфалия, ФРГ) — немецкая певица и актриса, представительница музыкального направления Neue Deutsche Welle, участница одноимённой группы, существовавшей в 1981—1987 годах.
После распада группы Габриэле Кернер продолжила сольную карьеру под именем Nena (с кат. — «маленькая девочка»). Это прозвище маленькая Габриэле получила от родителей после поездки в Барселону.

## Биография
Родилась 24 марта 1960 года в Хагене, ФРГ в семье учителей. Часть своего детства Кернер провела в Бреккерфельде. После окончания школы в 1977 году она училась на ювелира.

### Группа Nena (1981—1987)
Начала выступать 2 июля 1979 года в составе западногерманской группы The Stripes, не имевшей особого успеха. В 1981 году в Западном Берлине была собрана группа Nena в составе:
- Габриэле Кернер — вокал;
- Карло Каргес — гитара;
- Уве Фаренкрог-Петерсен — клавишные;
- Юрген Деммель — бас;
- Рольф Брендель — ударные;

В 1982 году группа выпустила сингл «Nur geträumt», за которым последовал полноформатный альбом 1983 года Nena. Помимо первого места в продажах в самой Германии, сингл «99 Luftballons» был выпущен на английском языке и взял первое место в британском хит-параде; первоначальный немецкий текст песни взял второе место в хит-параде США.
В 1984 году был выпущен сборник из песен первого и второго альбомов (известный в различных изданиях под названиями Nena, 99 Luftballons, 99 Red Balloons, First America или International Album), где первая сторона исходной виниловой пластинки содержит песни в английских переводах, а вторая — немецкие оригиналы. Второй альбом, Fragezeichen, раскупался хорошо, но уже не вышел за пределы германоязычных стран. После выхода малоуспешных Feuer und Flamme (1985) и Eisbrecher (1986) группа Nena распалась в 1987 году.

## Личная жизнь и семья
Кернер была дважды замужем. У неё есть дочь Лариса и сыновья Кристофер (умер в 11 месяцев) Сакиас, Сэмюэл и Симеон. Также есть четверо внуков — Карла, Ной, Виктор и ещё один (как зовут и какой пол неизвестно). На данный момент Кернер проживает в Гамбурге.

### Сольные выступления (с 1987)
Летом 2003 года вышел сингл «Anyplace, Anywhere, Anytime», записанный в дуэте с английской поп-звездой Ким Уайлд. Сингл попал в топ 10 в Германии, Бельгии, Австрии, Голландии и Швейцарии.
В 2009 году записала новую версию сингла «99 Luftballons» на немецком и французском языках.

## Дискография
Группа The Stripes, группа Nena, сольные альбомы и альбомы для детей:

### The Stripes
- 1980: The Stripes

### Группа Nena
- 1983: Nena
- 1984: Fragezeichen
- 1984: Nena – International Album
- 1985: Feuer und Flamme
- 1985: It’s All in the Game
- 1986: Eisbrecher
- 1991: Nena – Die Band. (Best of)

### Сольные альбомы
- 1989: Wunder gescheh’n
- 1992: Bongo Girl
- 1994: Und alles dreht sich
- 1995: Nena Live
- 1997: Jamma nich
- 1998: Wenn alles richtig ist, dann stimmt was nich
- 1998: Nena Live
- 2001: Chokmah
- 2002: Nena feat. Nena
- 2003: Nena feat. Nena (2003 Edition)
- 2004: Nena live Nena
- 2005: Willst du mit mir gehn
- 2007: Cover Me – Beschütz’ mich
- 2009: Made in Germany
- 2010: Made in Germany Live
- 2012: Du bist gut
- 2015: Oldschool
- 2016: Live at SO36
- 2018: Nichts versäumt
- 2020: Licht

### Детские альбомы
- 1990: Komm lieber Mai…
- 1995: Unser Apfelhaus
- 1996: Nena und die Bambus Bären Bande
- 1997: Nenas Weihnachtsreise
- 1999: Nena macht… Rabatz
- 2002: Nenas Tausend Sterne
- 2002: Madou und das Licht der Fantasie
- 2008: Himmel, Sonne, Wind und Regen
- 2014: Das 1x1 Album mit den Hits von Nena

## DVD
- 2003: Nena feat. Nena Live
- 2011: Made in Germany in Concert Live

## Фильмография
- «Жми на газ — я хочу отрываться!» (1983) — Tina[19]
- «Tagediebe» (телефильм, ZDF) (1985)
- «Der Unsichtbare» (1987) — Jo Schnell